# Talpa caeca
El topo ciego (Talpa caeca) es una especie de mamífero soricomorfo de la familia Talpidae.

## Distribución geográfica
Se encuentra en Albania, Bosnia, Francia, Grecia, Italia, Macedonia del Norte, Mónaco, Montenegro, San Marino , Serbia y Suiza.